# Gymnapogon melanogaster
Gymnapogon melanogaster is een  straalvinnige vissensoort uit de familie van kardinaalbaarzen (Apogonidae). De wetenschappelijke naam van de soort is voor het eerst geldig gepubliceerd in 2002 door Gon & Golani.
De soort staat op de Rode Lijst van de IUCN als Onzeker, beoordelingsjaar 2009.